# Liste der Bürgermeister der Stadt Stade

Wappen von Stade

Diese Liste enthält die Bürgermeister von Stade seit der Hannoverschen Städteverordnung.
- 1839–1891 Karl Ludwig Neubourg (* 22. Dezember 1808 in Nienburg/Weser, † 31. Januar 1895)
- 1890–1898 Christian Oppermann (* 28. Mai 1850 in Hannover, † 2. August 1911 in Recklinghausen), danach Beigeordneter in Krefeld
- 1898–1898 Carl Schrader (* 1861 in Hannover), danach Direktor der Landwirtschaftlichen Brandkasse Hannover
- 1908–1914 Abo Jürgens, vorher Bürgermeister von Varel, danach Bürgermeister in Hameln
- 1914–1925 Martin Frommhold (um 1880 – 10. April 1933), DDP/Staatspartei, vorher Bürgermeister von Westerland, ab 1. Juli 1925 Vorstandsvorsitzender der Landesversicherungsanstalt in Hannover
- 192500000 Hans Mentzel, vorher Bürgermeister von Wunstorf, Rücktritt nach elf Tagen im Amt
- 1926–1938 Hans Arthur Meyer (* 1888 in Halberstadt), parteilos, vorher Stadtrat in Göttingen, ab 1937 beurlaubt, danach Rechtsanwalt in Berlin
- 1938–1943 Carl Nörtemann, NSDAP, vorher Bürgermeister von Dannenberg, danach Kriegsdienst und Internierung, 1956–1964 CDU-Ratsherr und Mitglied des Verwaltungsausschusses in Stade
- 194300000 Eduard Kühl, NSDAP, vorher Bürgermeister von Drochtersen, danach NS-Kreisleiter
- 1943–1945 Eduard Großheim, NSDAP, vorher und bis Februar 1945 Bürgermeister von Buxtehude
- 1945–1946 Emil Beyer (* 1883 in Lübeck), Verwaltungsbeamter der Stadt seit 1908, ernannt von der britischen Militärregierung
- 194600000 Nicolaus von Borstel (* 1885 in Stade, † 1963), SPD, seit 1919 Stadtverordneter und 1926–1930 Senator in Stade, ab 1930 zweiter Bürgermeister in Peine, nach Amtsenthebung dort und Schutzhaft Finanzbeamter in Stade. Seit 14. November 1946 Landrat in Stade, 1947–1959 Landtagsabgeordneter
- 1946–1952 Ludwig Jürgens (* 1886 in Stade; † 1964), SPD
- 1952–1962 Heinz-Wilhelm Heyderich (* 1905 in Stade, † 1999), DP
- 1962–1968 Ernst Reichard (1908–1968), SPD
- 1968–1969 Gerhard Reichhardt (* 27. Dezember 1925 in Gotha, † 18. April 1969 in Stade) SPD, 1964–1965 MdB
- 1969–1976 Kurt Stahnke (* 1922 in Stettin), SPD
- 1976–1981 Heinz Dabelow (* 1922 im Land Hadeln, † 5. März 2011 in Stade), SPD
- 1981–1986 Horst Eylmann, CDU, ab 1983 MdB
- 1986–1989 Heinz Dabelow
- 1989–1991 Horst Eylmann (1933–2014)
- 1991–2001 Heinz Dabelow (1922–2011)
- 2001–2006 Hans-Hermann Ott, CDU
- 2007–2011 Andreas Rieckhof (* 18. Juni 1959 in Hamburg), SPD, danach Staatsrat der Hamburger Wirtschaftsbehörde
- 2012–2019 Silvia Nieber (* 7. Juni 1960 in Bremen), SPD, 2000–2011 Bürgermeisterin der Stadt Bad Münder am Deister
- seit 2019 Sönke Hartlef, CDU

## Quelle
- Jürgen Bohmbach: Bürgermeister in Stade – Die letzten 172 Jahre. In: Allgemeiner Haushaltungs-Kalender 2012, Zeitungsverlag Krause, Stade Seite 86ff.